# Montpelier
 Ikke at forveksle med Montpellier.

Montpelier er hovedstad i den amerikanske delstat Vermont. Byen har 8.074(2020) indbyggere, hvilket gør den til den mindste delstatshovedstad i USA. Byen er administrativt centrum i det amerikanske county Washington County.
Montpelier er kendt for den årlige Green Mountain Film Festival, som byen har været vært for siden 1997. Montpelier er den eneste delstatshovedstad i U.S.A., der ikke har en filial af fastfood-kæden McDonalds.